# Bambuí (kommun)
Bambuí är en kommun i Brasilien.   Den ligger i delstaten Minas Gerais, i den sydöstra delen av landet, 500 km söder om huvudstaden Brasília. Antalet invånare är 22 709.
Följande samhällen finns i Bambuí:
- Bambuí

Omgivningarna runt Bambuí är huvudsakligen savann. Runt Bambuí är det glesbefolkat, med 15 invånare per kvadratkilometer.